# Matrimonio mistico di santa Caterina d'Alessandria e santi
Il Matrimonio mistico di santa Caterina d'Alessandria e santi è un dipinto a olio su tavola (27,8x21,3 cm) di Correggio, databile al 1510-1511 circa e conservato nella National Gallery of Art di Washington.

## Storia
L'opera è nota da quando si trovava nelle collezioni ferraresi del conte Giovanni Battista Costabili Containi (m. 1841), i cui eredi la tennero almeno fino al 1858. Nel 1877 è segnalata nelle proprietà del dottor Gustavo Frizzoni a Milano, passando poi per varie eredità. Negli anni trenta fu acquistata dall'ingegner Bonomi da Alessandro Contini Bonacossi, il quale la vendette a Samuel H. Kress nel 1932, venendo donata al museo statunitense nel 1939.
L'attribuzione al Correggio risale già a Giovanni Morelli, che vide l'opera nel 1875 ancora a Ferrara, dove peraltro altri studiosi locali si erano già espressi sull'autografia dell'artista nella fase giovanile. Già dal tardo Ottocento sono ricordati danni alla superficie pittorica, in particolare nel mantello, nel volto della Vergine e in quello di sant'Anna, che tuttavia non ne impediscono una piacevole fruizione.

## Descrizione e stile
In una stanza ombrosa si trova il trono di Maria che, con alle spalle sant'Anna nella posizione della Metterza, porge il Bambino verso santa Caterina d'Alessandria, inginocchiata a sinistra e riconoscibile per la corona appoggiata in terra, la spada e la ruota dentata rotta, quest'ultima dipinta con pennellate veloci e sicure. La santa sta per essere sposata misticamente dal bambino Gesù, che le tiene l'anulare della mano destra per infilarvi l'anello, un'iconografia in uso fin dal medioevo, che simboleggia la dedizione perpetua alla verginità della ex-principessa, in cui si potevano riconoscere tutte le donne che prendevano i voti o che comunque si ispiravano a una continenza coniugale di tipo cristiano.
Ai lati assistono alla scena con trepidante attesa san Francesco e san Domenico, probabilmente legati a richieste esplicite del committente. I toni bruni della tradizione lombarda sono ravvivati da sprazzi di colore, come le vesti delle sante o la ghirlanda di foglie, fiori e frutta che decora il trono, un motivo appreso dal Mantegna. Alla cultura antiquaria mantovana rimanda anche il bassorilievo ai piedi del trono, che imita una gemma antica, e che ritrae la Decapitazione di santa Caterina. I panneggi sono ancora rigidi, confermando una datazione alla prima fase giovanile dell'artista. Altri decori dorati del trono, con due angeli che reggono un clipeo a mo' di aureola dietro sant'Anna, e l'intensa trepidazione emotiva dei personaggi ne fanno un'opera di estrema preziosità, nonostante le piccole dimensioni.
Alcuni dettagli fanno di questa piccola opera il precedente più diretto di alcune soluzioni della grande Madonna di San Francesco, quali la posa di san Francesco col ginocchio sinistro che sporge dalla tunica, riproposta poi nel sant'Antonio da Padova dell'altro lavoro, e il monocromo alla base del trono della Vergine.